# Centruroides anchorellus
Centruroides anchorellus es una especie de escorpión de la familia Buthidae que habita en Cuba.
Su veneno no representa ninguna amenaza para el hombre, simplemente causa un dolor que puede durar entre 1 y 5 horas aproximadamente.

## Características
Los machos adultos suelen medir entre 30 y 70 mm, mientras que las hembras, entre 35 y 55 mm. Son casi completamente amarillos con un estampado oscuro: generalmente tienen dos bandas oscuras longitudinales sobre el mesosoma y presentan manchas en diversas partes del cuerpo; el estampado puede ser más o menos notorios e incluso estar ausente en algunos especímenes o poblaciones. Su exoesqueleto, brillante y liso, lo hacen de fácil distinción y le dan un aspecto de cristal. 

## Vida
Luego de aparearse una única vez, las hembras pueden tener crías en unas 3 o 4 oportunidades durante 1 o 2 años. Según datos recopilados de especímenes criados en cautiverio, estos animales viven unos 2 o 3 años suponiendo que mueren por causas naturales.

## Hábitat
Vive en diversos hábitats que incluyen desde llanuras costeras áridas hasta bosques tropicales. En zonas arbóreas, puede ser encontrado bajo la corteza y en bromelias. 